# Trescore Cremasco
Trescore Cremasco là một đô thị ở tỉnh Cremona, vùng Lombardia của Italia, có vị trí cách khoảng 35 km về phía đông của Milan và khoảng 45 km về phía tây bắc của Cremona. As of 31 December 2006, đô thị này có dân số 2.677 người và diện tích là 5,9 km².
Trescore Cremasco giáp các đô thị: Bagnolo Cremasco, Casaletto Vaprio, Crema, Cremosano, Palazzo Pignano, Quintano, Torlino Vimercati, Vaiano Cremasco.